# 토요다 루나
토요다 루나(일본어: 豊田 ルナ, 본명 및 과거 예명: 토요다 루나(일본어: 豊田 留妃), 2002년 7월 17일 ~ )는 일본의 그라비아 아이돌 출신 배우이다. 히로시마현 후쿠야마시에서 태어났으며 사이타마현 출신이다. 플래티넘 프로덕션 소속이며 과거에는 NEWS 엔터테인먼트 소속 아역 배우로 활동했다.

## 생애
토요다 루나는 3세부터 현대 발레를 배웠고 4세부터 클래식 발레를 배웠다고 한다. 토요다 루나의 누나인 토요다 사키(豊田 早姬)는 2015년에 해체된 아이돌 그룹인 POWER SPOT의 멤버로 활동했다.
토요다 루나는 5세 시절에 어린이 잡지에 어머니와 함께 출연하면서 사무소에서 진행된 오디션을 통해 아역 배우로 데뷔했고 다수의 드라마, 영화에 출연했다. 2018년부터 NHK 교육 텔레비전의 프로그램 《스이엔사》에 고정 출연했다. 플래티넘 프로덕션의 육성 프로젝트 《시부3 프로젝트》(Shibu3 Project)에서는 산하 아이돌 그룹인 피온♡(ぴーおん♡)에 참가했는데 2019년 8월 1일에 그룹 활동을 졸업했다.
토요다 루나는 2019년 5월 7일에 《미스 매거진 2019》 16강전 후보자로 선출되면서 예명의 표기 방식을 변경했다. 2019년 7월 23일에는 응모자 3,023명 가운데 미스 매거진 그랑프리로 선정되었고 7월 29일에 발매된 《주간 영 매거진》의 그라비아 화보에 등장하게 된다. 플래티넘 프로덕션 소속으로는 2003년 미스 영 그랑프리를 수상한 이와사 마유코 이후 16년 만에 처음이고 사이타마현 출신 인사로는 1998년 미스 영 매거진 그랑프리를 수상한 시바타 아사미 이후 21년 만에 처음이다. 《미스 매거진 2019》 16강전 후보자들 중에서는 최연소이지만 연예인 경력인 최장 기록이기도 하다.

## 출연 작품

### 텔레비전 프로그램
- 《사이엔사》 (すイエんサー, 2018년 4월 3일 ~ 현재, NHK 교육 텔레비전) - 사이엔사 걸스[18]
- 《와이드 나 쇼》 (ワイドナショー, 2019년 5월 19일, 후지 TV) - 와이드 나 고등학생 역할
- 《신 당신이 모르는 세계》 (新・あなたの知らない世界, 닛폰 TV) - 주인공의 회상 속에 등장하는 여자 아역
- 《천재! 시무라 동물원》 (天才!志村どうぶつ園, 닛폰 TV) - 피난소에서 울고 있는 여자 아역
- 《요이코의 KIDS 패러다이스》 (よゐこのKIDSぱらだいす!, 키즈 스테이션, 월드 하이비전 채널) - VTR, VP 아메데와타아메(あめdeわたあめ)

### 텔레비전 드라마
- 《검사 오니시마 헤이하치로》 (検事・鬼島平八郎, 2010년 10월 22일 ~ 12월 3일, 아사히 방송 TV, TV 아사히) - 어린 시절의 오니시마 미야(鬼島美夜) 역할
- 《프로포즈 형제 -태어나는 순서별로 남자가 결혼하는 방법-》 (プロポーズ兄弟〜生まれ順別 男が結婚する方法〜, 2011년 2월 24일, 후지 TV) - 여자 아이 역할
- 《요츠바 신사 뒤에는 실연 보험 -고백하는 집-》 (四つ葉神社ウラ稼業 失恋保険〜告らせ屋〜, 제3회, 2011년 4월 21일, 요미우리 TV 방송) - 어린 시절의 시미즈 치호(志水千穂) 역할
- 《나와 스타의 99일》 (僕とスターの99日, 2011년 10월 23일 ~ 12월 25일, 후지 TV) - 어린 시절의 한유나(ハン・ユナ) 역할
- 《나비씨 -최후의 무사의 딸-》 (蝶々さん〜最後の武士の娘〜, 2011년 11월 19일 ~ 11월 26일, NHK 종합 텔레비전) - 어린 시절의 타니가와 유리(谷川ユリ) 역할
- 《악몽짱》 (悪夢ちゃん, 2012년 10월 13일 ~ 12월 22일, 닛폰 TV) - 시미즈 리온(清水莉音) 역할
- 《토요 와이드 극장 무네쿄 형사 시리즈 - 사해의 복류》 (土曜ワイド劇場 棟居刑事の死海の伏流, 2012년 11월 24일, TV 아사히) - 극중 사진 출연
- 《NHK 대하드라마 야에의 벚꽃》 (八重の桜, 2013년 1월 ~ 12월) - 사이고 바쿠후(西郷瀑布) 역할
- 《NHK 대하드라마 꽃 타오르다》 (花燃ゆ, 제48회(마지막회), 2015년 11월 29일 ~ 12월 13일)
- 《신의 보트》 (神様のボート, 2013년 3월 10일 ~ 3월 24일, NHK BS 프리미엄) - 메이(芽衣) 역할
- 《경부보 사사키 조타로 6》 (警部補・佐々木丈太郎6, 금요 프레스티지 니시무라 쿄타로 스페셜(金曜プレステージ・西村京太郎スペシャル), 2013년 10월 25일, 후지 TV) - 사토 아야(佐藤彩) 역할
- 《마법×전사 마지마조 퓨어스!》(魔法×戦士 マジマジョピュアーズ!, 제26회, 2018년 9월 23일, TV 도쿄)
- 《My Life, My Road -사토미의 싸움-》 (My Life, My Road ~サトミの闘い~, 2018년, BS 닛폰 TV)
- 《마진전대 키라메이저 에피소드 16 마시멜로 로열》 (魔進戦隊キラメイジャー エピソード16 「マシュマロワイアル」, 2020년 7월 26일, TV 아사히) - 고등학생 시절의 이케마즈 아키호(池松秋保) 역할

### 영화
- 《악몽짱 The 무ovie》 (悪夢ちゃん The 夢ovie, 2014년 5월 3일, 도호) - 시미즈 리온(清水莉音) 역할

### 연극
- 《파티시에르 -사과의 마법-》 (パティシエール〜リンゴの魔法〜, 2017년 시부3 프로젝트 스테이지 vol.1(Shibu3 Project STAGE vol.1))

### 웹 전송
- 《미스 매거진 TV》 (2019년 7월 23일 ~ 12월 24일, 유튜브 미스 매거진 TV 채널)[19]

### 광고
- 반다이 해피니스 차지 프리큐어! 샤이닝 메이크업 드레서
- 반다이 팟쿤 가라오케 호빵맨
- 오츠카 제약 SOYJOY - 이가와 하루카 아역
- 카오 집먼지 제거 스프레이
- 카오 어택 바이오젤
- 카오 퀵 집먼지 제거 스프레이
- 닌텐도
- 이세키 농기계 토라Q
- 후짓코 오마메상, 곤부마메
- 도쿄 디즈니씨 - 딸 역
- 피자라
- 나가타니엔
- 구몬학습
- 허스트 여성화보사 아름다운 기모노 모델
- 이세야 오복점 시치고산 모델
- 밤비 란도셀 팸플릿
- 베리즈베리 모델
- 에이코 세미나웹 모델
- ABC마트 스틸 모델
- 일본제지연합회 러브레터 콘테스트 스틸 모델 (2019년)
- 일본민간방송연맹
- NTT 도코모 dTV
- 와코루 Pulili 스틸 모델 (2019년)

### 비디오 패키지
- 호리에 유이 《여름의 약속》 뮤직비디오
- 요코하마 고무 아이스가드 2010년 겨울 쇼트 무비
- 반다이 펠러모델

## 출판

### 잡지
- 《키라피치》 (キラピチ, 2013년 ~ 2016년 3월, 갓켄 플러스(学研プラス}) - 전속 모델
- 《LOVE berry》 (2016년 9월, 도쿠마 쇼텐) - 모델
- 《월간 엔타메》 (月刊エンタメ, 2018년 4월, 도쿠마 쇼텐)
- 《주간 영 매거진》 (週刊ヤングマガジン, 2019년, 고단샤)
- 《CM NOW vol.198》 (2019년, 겐코샤)
- 《BOMB》 (2019년 2월, 갓켄 플러스)

### 디지털 앨범
- 《미래로의 빛》 (未来への光, 2020년 7월 1일, 고단샤)[20]

### 앨범
- 《달-Luna》 (月-Luna-, 2020년 10월 7일, 고단샤, 촬영: 도노키 다카오(唐木貴央))